# 南安曇郡

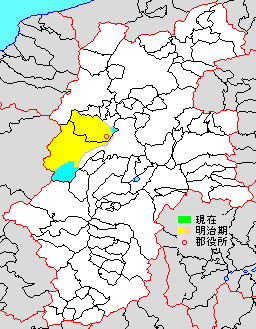
長野県南安曇郡の範囲（水色：後に他郡から編入した区域 薄黄：後に他郡に編入された区域）

南安曇郡（現代仮名遣い:みなみあずみぐん、歴史的仮名遣い:みなみあづみぐん）は、長野県にあった郡である。略称は南安（なんあん）。

## 郡域

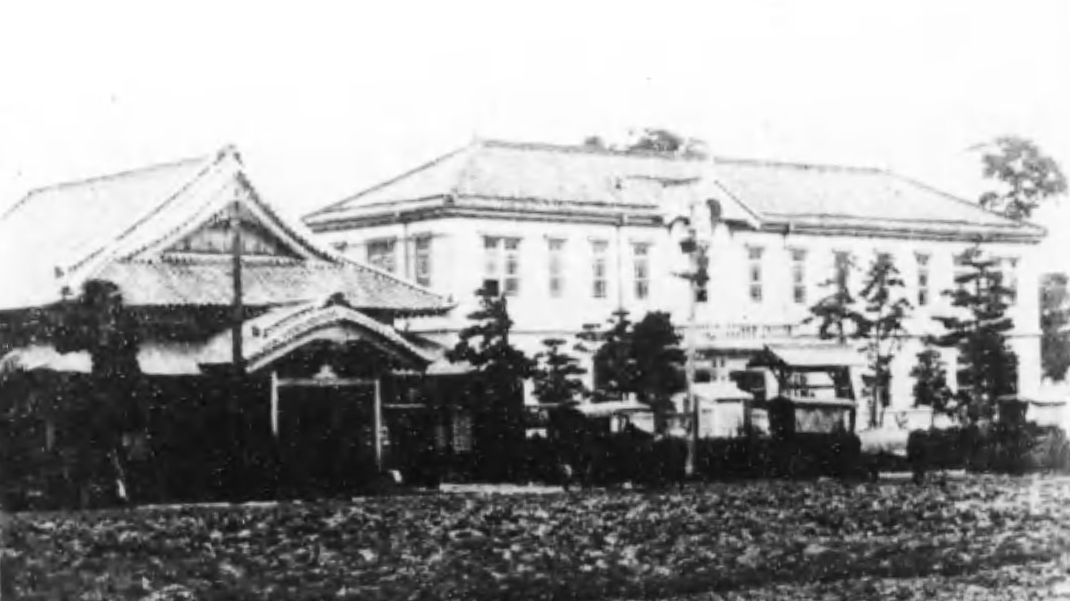
南安曇郡役所

1879年（明治12年）に行政区画として発足した当時の郡域は、以下の区域にあたる。
- 松本市の一部（奈川を除く島内、梓川倭、梓川梓、梓川上野、安曇以西）
- 安曇野市の大部分（豊科高家、豊科南穂高、穂高、穂高北穂高以西）

## 歴史

### 郡発足までの沿革
- 「旧高旧領取調帳」に記載されている、明治初年時点での村は以下の通り。●は村内に寺社領が存在。（85村）

| 知行 | 知行   | 村数 | 村名 |
| ---- | ------ | ---- | --- |
| 藩領 | 松本藩 | 85村 | ●小倉村、●岩原村、●田多井村、一日市場村、住吉村、二木村、●上堀金村、野沢村、田尻村、●下堀金村、●中堀新田村、●及木村、●中萱村、七日市場村、●楡村、●長尾村、●小田多井新田村、青島村、●町村、●上平瀬村、●下平瀬村、北中村、●南中村、●北方村、●東方村、●高松村、●小宮村、●岩岡村、●上鳥羽村、●下鳥羽村、小海渡村、●熊倉村、●真々部村、●犬飼新田村、●本村、●中曽根村、●飯田村、●成相町村、●成相新田村、青木花見村、●島新田村、青木新田村、●寺所村、保高町村、●保高村、橋爪村、●柏原村、●牧村、●吉野村、●踏入村、貝梅村、●矢原村、●細萱村、●白金村、●等々力町村、●重柳村、等々力村、●狐島村、●耳塚村、●新屋村、●嵩下村、●古厩村、●立足村、●富田新田村、●氷室村、●上角影村、●下角影村、●横沢村、●南大妻村、●小室村、●北大妻村、焼山村、●大久保村、田屋村、丸田村、●中村、●北条村、●杏村、●寺家村、花見村、●立田村、大野川村、島々村、稲核村、大野田村 |

- 明治4年
  - 7月14日（1871年8月29日） - 廃藩置県により松本県の管轄となる。
  - 11月20日（1871年12月31日） - 第1次府県統合により筑摩県の管轄となる。
- 明治7年（1874年）
  - 9月5日 - 下記の町村の統合が行われる。（54村）
    - 安曇村 ← 大野川村、島々村、稲核村、大野田村
    - 梓村 ← 上角影村、下角影村、小室村、大久保村、丸田村、北条村、杏村、立田村
    - 上野村 ← 焼山村、花見村、寺家村、田屋村、中村
    - 倭村 ← 岩岡村、氷室村、横沢村、南大妻村、北大妻村
    - 明盛村 ← 一日市場村、二木村、及木村、中萱村、七日市場村
    - 温村 ← 住吉村、野沢村、楡村、長尾村
    - 科布村 ← 小倉村、田多井村、田尻村、小田多井新田村
    - 烏川村 ← 岩原村、上堀金村、下堀金村、中堀新田村

  - 10月25日 - 下記の町村の統合が行われる。（16村）
    - 豊科村 ← 上鳥羽村、下鳥羽村、本村、成相町村、成相新田村、吉野村
    - 高家村 ← 小海渡村、熊倉村、真々部村、中曽根村、飯田村
    - 南穂高村 ← 寺所村、踏入村、細萱村、重柳村
    - 東穂高村 ← 保高町村、保高村、矢原村、白金村、貝梅村、等々力町村、等々力村
    - 西穂高村 ← 柏原村、牧村
    - 北穂高村 ← 青木花見村、島新田村、青木新田村、狐島村
    - 有明村 ← 橋爪村、耳塚村、新屋村、嵩下村、古厩村、立足村、富田新田村
    - 島内村 ← 青島村、町村、上平瀬村、下平瀬村、北中村、南中村、北方村、東方村、高松村、小宮村、犬飼新田村
- 明治9年（1876年）8月21日 - 第2次府県統合により長野県の管轄となる。

### 郡発足以降の沿革
- 明治12年（1879年）
  - 1月4日 - 郡区町村編制法の長野県での施行により、安曇郡のうち16村の区域に行政区画としての南安曇郡が発足。郡役所を豊科村に設置[1]。　
  - 7月1日 - 島内村の所属郡が東筑摩郡に変更。（15村）
- 明治13年（1880年）8月25日（17村）
  - 科布村の一部（小倉）が分立して小倉村となる。
  - 西穂高村が分割して牧村・柏原村となる。

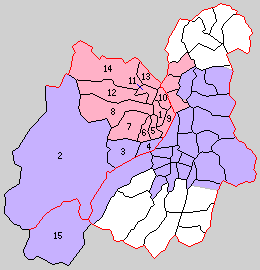
1.豊科村 2.安曇村 3.梓村 4.倭村 5.明盛村 6.温村 7.科布村 8.烏川村 9.高家村 10.南穂高村 11.東穂高村 12.西穂高村 13.北穂高村 14.有明村 15.奈川村（紫：松本市 赤：安曇野市）

- 明治22年（1889年）4月1日 - 町村制の施行により、以下の町村が発足。［ ］は改めて再編された町村。特記以外は全域が現・安曇野市。（14村）
  - 豊科村
  - 安曇村、梓村［梓村・上野村］、倭村（現・松本市）
  - 明盛村、温村、科布村［科布村・小倉村］、烏川村、高家村、南穂高村、東穂高村、西穂高村［牧村・柏原村］、北穂高村、有明村
- 明治24年（1891年）4月1日 - 郡制を施行。
- 明治26年（1893年）5月17日（15村）
  - 科布村の一部（小倉）が分立して小倉村が発足。
  - 科布村の残部（小田多井・田多井・田尻）が改称して三田村となる。
- 大正4年（1915年）4月1日 - 豊科村が町制施行して豊科町となる。（1町14村）
- 大正10年（1921年）7月1日 - 東穂高村が町制施行・改称して穂高町となる。（2町13村）
- 大正12年（1923年）4月1日 - 郡会が廃止。郡役所は存続。
- 大正15年（1926年）7月1日 - 郡役所が廃止。以降は地域区分名称となる。
- 昭和23年（1948年）6月1日 - 西筑摩郡奈川村の所属郡が本郡に変更。（2町14村）
- 昭和29年（1954年）
  - 6月1日 - 温村・明盛村・小倉村が合併して三郷村が発足。（2町12村）
  - 11月3日 - 穂高町・有明村・西穂高村・北穂高村が合併し、改めて穂高町が発足。（2町9村）
- 昭和30年（1955年）
  - 1月15日 - 豊科町・南穂高村・高家村が東筑摩郡上川手村の一部（田沢および光の一部[3]）と合併し、改めて豊科町が発足。（2町7村）
  - 4月1日（2町5村）
    - 烏川村・三田村が合併して堀金村が発足。
    - 梓村・倭村が合併して梓川村が発足。

  - 9月25日 - 豊科町が東筑摩郡四賀村の一部[4]を編入。
- 平成17年（2005年）
  - 4月1日 - 奈川村・安曇村・梓川村が松本市に編入。（2町2村）
  - 10月1日 - 豊科町・穂高町・堀金村・三郷村が東筑摩郡明科町と合併して安曇野市が発足。同日南安曇郡消滅。

### 変遷表
| 明治以前                     | 明治初年 - 明治11年                    | 明治12年 - 明治22年                       | 明治22年 4月1日 町村制施行 | 明治22年 - 昭和19年            | 昭和20年 - 昭和64年                    | 昭和20年 - 昭和64年                    | 平成元年 - 現在             | 現在     |
| ---------------------------- | -------------------------------------- | ----------------------------------------- | -------------------------- | ------------------------------ | -------------------------------------- | -------------------------------------- | --------------------------- | -------- |
| 東筑摩郡 刈谷原町村 （一部） | 明治8年1月23日 東筑摩郡 刈谷原村の一部 | 明治14年5月18日 東筑摩郡 刈谷原町村の一部 | 東筑摩郡 錦部村 の一部     | 東筑摩郡錦部村 の一部          | 昭和30年4月1日 東筑摩郡四賀村の一部    | 昭和30年9月25日 豊科町に編入           | 平成17年10月1日 安曇野市    | 安曇野市 |
| 東筑摩郡田沢村               | 明治8年1月23日 東筑摩郡 上川手村の一部 | 東筑摩郡 上川手村の一部                   | 東筑摩郡 上川手村 の一部   | 東筑摩郡 上川手村の一部        | 昭和30年1月15日 豊科町                 | 昭和30年1月15日 豊科町                 | 平成17年10月1日 安曇野市    | 安曇野市 |
| 東筑摩郡光村 （一部）        | 明治8年1月23日 東筑摩郡 上川手村の一部 | 東筑摩郡 上川手村の一部                   | 東筑摩郡 上川手村 の一部   | 東筑摩郡 上川手村の一部        | 昭和30年1月15日 豊科町                 | 昭和30年1月15日 豊科町                 | 平成17年10月1日 安曇野市    | 安曇野市 |
| 上鳥羽村                     | 明治7年10月25日 豊科村                 | 豊科村                                    | 豊科村                     | 大正4年4月1日 町制 豊科町      | 昭和30年1月15日 豊科町                 | 昭和30年1月15日 豊科町                 | 平成17年10月1日 安曇野市    | 安曇野市 |
| 下鳥羽村                     | 明治7年10月25日 豊科村                 | 豊科村                                    | 豊科村                     | 大正4年4月1日 町制 豊科町      | 昭和30年1月15日 豊科町                 | 昭和30年1月15日 豊科町                 | 平成17年10月1日 安曇野市    | 安曇野市 |
| 本村                         | 明治7年10月25日 豊科村                 | 豊科村                                    | 豊科村                     | 大正4年4月1日 町制 豊科町      | 昭和30年1月15日 豊科町                 | 昭和30年1月15日 豊科町                 | 平成17年10月1日 安曇野市    | 安曇野市 |
| 成相町村                     | 明治7年10月25日 豊科村                 | 豊科村                                    | 豊科村                     | 大正4年4月1日 町制 豊科町      | 昭和30年1月15日 豊科町                 | 昭和30年1月15日 豊科町                 | 平成17年10月1日 安曇野市    | 安曇野市 |
| 成相新田村                   | 明治7年10月25日 豊科村                 | 豊科村                                    | 豊科村                     | 大正4年4月1日 町制 豊科町      | 昭和30年1月15日 豊科町                 | 昭和30年1月15日 豊科町                 | 平成17年10月1日 安曇野市    | 安曇野市 |
| 吉野村                       | 明治7年10月25日 豊科村                 | 豊科村                                    | 豊科村                     | 大正4年4月1日 町制 豊科町      | 昭和30年1月15日 豊科町                 | 昭和30年1月15日 豊科町                 | 平成17年10月1日 安曇野市    | 安曇野市 |
| 寺所村                       | 明治7年10月25日 南穂高村               | 南穂高村                                  | 南穂高村                   | 南穂高村                       | 昭和30年1月15日 豊科町                 | 昭和30年1月15日 豊科町                 | 平成17年10月1日 安曇野市    | 安曇野市 |
| 踏入村                       | 明治7年10月25日 南穂高村               | 南穂高村                                  | 南穂高村                   | 南穂高村                       | 昭和30年1月15日 豊科町                 | 昭和30年1月15日 豊科町                 | 平成17年10月1日 安曇野市    | 安曇野市 |
| 細萱村                       | 明治7年10月25日 南穂高村               | 南穂高村                                  | 南穂高村                   | 南穂高村                       | 昭和30年1月15日 豊科町                 | 昭和30年1月15日 豊科町                 | 平成17年10月1日 安曇野市    | 安曇野市 |
| 重柳村                       | 明治7年10月25日 南穂高村               | 南穂高村                                  | 南穂高村                   | 南穂高村                       | 昭和30年1月15日 豊科町                 | 昭和30年1月15日 豊科町                 | 平成17年10月1日 安曇野市    | 安曇野市 |
| 小海渡村                     | 明治7年10月25日 高家村                 | 高家村                                    | 高家村                     | 高家村                         | 昭和30年1月15日 豊科町                 | 昭和30年1月15日 豊科町                 | 平成17年10月1日 安曇野市    | 安曇野市 |
| 熊倉村                       | 明治7年10月25日 高家村                 | 高家村                                    | 高家村                     | 高家村                         | 昭和30年1月15日 豊科町                 | 昭和30年1月15日 豊科町                 | 平成17年10月1日 安曇野市    | 安曇野市 |
| 真々部村                     | 明治7年10月25日 高家村                 | 高家村                                    | 高家村                     | 高家村                         | 昭和30年1月15日 豊科町                 | 昭和30年1月15日 豊科町                 | 平成17年10月1日 安曇野市    | 安曇野市 |
| 中曽根村                     | 明治7年10月25日 高家村                 | 高家村                                    | 高家村                     | 高家村                         | 昭和30年1月15日 豊科町                 | 昭和30年1月15日 豊科町                 | 平成17年10月1日 安曇野市    | 安曇野市 |
| 飯田村                       | 明治7年10月25日 高家村                 | 高家村                                    | 高家村                     | 高家村                         | 昭和30年1月15日 豊科町                 | 昭和30年1月15日 豊科町                 | 平成17年10月1日 安曇野市    | 安曇野市 |
| 保高町村                     | 明治7年10月25日 東穂高村               | 東穂高村                                  | 東穂高村                   | 大正10年7月1日 町制改称 穂高町 | 昭和29年11月3日 穂高町                 | 昭和29年11月3日 穂高町                 | 平成17年10月1日 安曇野市    | 安曇野市 |
| 保高村                       | 明治7年10月25日 東穂高村               | 東穂高村                                  | 東穂高村                   | 大正10年7月1日 町制改称 穂高町 | 昭和29年11月3日 穂高町                 | 昭和29年11月3日 穂高町                 | 平成17年10月1日 安曇野市    | 安曇野市 |
| 矢原村                       | 明治7年10月25日 東穂高村               | 東穂高村                                  | 東穂高村                   | 大正10年7月1日 町制改称 穂高町 | 昭和29年11月3日 穂高町                 | 昭和29年11月3日 穂高町                 | 平成17年10月1日 安曇野市    | 安曇野市 |
| 白金村                       | 明治7年10月25日 東穂高村               | 東穂高村                                  | 東穂高村                   | 大正10年7月1日 町制改称 穂高町 | 昭和29年11月3日 穂高町                 | 昭和29年11月3日 穂高町                 | 平成17年10月1日 安曇野市    | 安曇野市 |
| 貝梅村                       | 明治7年10月25日 東穂高村               | 東穂高村                                  | 東穂高村                   | 大正10年7月1日 町制改称 穂高町 | 昭和29年11月3日 穂高町                 | 昭和29年11月3日 穂高町                 | 平成17年10月1日 安曇野市    | 安曇野市 |
| 等々力町村                   | 明治7年10月25日 東穂高村               | 東穂高村                                  | 東穂高村                   | 大正10年7月1日 町制改称 穂高町 | 昭和29年11月3日 穂高町                 | 昭和29年11月3日 穂高町                 | 平成17年10月1日 安曇野市    | 安曇野市 |
| 等々力村                     | 明治7年10月25日 東穂高村               | 東穂高村                                  | 東穂高村                   | 大正10年7月1日 町制改称 穂高町 | 昭和29年11月3日 穂高町                 | 昭和29年11月3日 穂高町                 | 平成17年10月1日 安曇野市    | 安曇野市 |
| 柏原村                       | 明治7年10月25日 西穂高村               | 明治13年8月25日 柏原村                    | 西穂高村                   | 西穂高村                       | 昭和29年11月3日 穂高町                 | 昭和29年11月3日 穂高町                 | 平成17年10月1日 安曇野市    | 安曇野市 |
| 牧村                         | 明治7年10月25日 西穂高村               | 明治13年8月25日 牧村                      | 西穂高村                   | 西穂高村                       | 昭和29年11月3日 穂高町                 | 昭和29年11月3日 穂高町                 | 平成17年10月1日 安曇野市    | 安曇野市 |
| 青木花見村                   | 明治7年10月25日 北穂高村               | 北穂高村                                  | 北穂高村                   | 北穂高村                       | 昭和29年11月3日 穂高町                 | 昭和29年11月3日 穂高町                 | 平成17年10月1日 安曇野市    | 安曇野市 |
| 島新田村                     | 明治7年10月25日 北穂高村               | 北穂高村                                  | 北穂高村                   | 北穂高村                       | 昭和29年11月3日 穂高町                 | 昭和29年11月3日 穂高町                 | 平成17年10月1日 安曇野市    | 安曇野市 |
| 青木新田村                   | 明治7年10月25日 北穂高村               | 北穂高村                                  | 北穂高村                   | 北穂高村                       | 昭和29年11月3日 穂高町                 | 昭和29年11月3日 穂高町                 | 平成17年10月1日 安曇野市    | 安曇野市 |
| 狐島村                       | 明治7年10月25日 北穂高村               | 北穂高村                                  | 北穂高村                   | 北穂高村                       | 昭和29年11月3日 穂高町                 | 昭和29年11月3日 穂高町                 | 平成17年10月1日 安曇野市    | 安曇野市 |
| 橋爪村                       | 明治7年10月25日 有明村                 | 有明村                                    | 有明村                     | 有明村                         | 昭和29年11月3日 穂高町                 | 昭和29年11月3日 穂高町                 | 平成17年10月1日 安曇野市    | 安曇野市 |
| 耳塚村                       | 明治7年10月25日 有明村                 | 有明村                                    | 有明村                     | 有明村                         | 昭和29年11月3日 穂高町                 | 昭和29年11月3日 穂高町                 | 平成17年10月1日 安曇野市    | 安曇野市 |
| 新屋村                       | 明治7年10月25日 有明村                 | 有明村                                    | 有明村                     | 有明村                         | 昭和29年11月3日 穂高町                 | 昭和29年11月3日 穂高町                 | 平成17年10月1日 安曇野市    | 安曇野市 |
| 嵩下村                       | 明治7年10月25日 有明村                 | 有明村                                    | 有明村                     | 有明村                         | 昭和29年11月3日 穂高町                 | 昭和29年11月3日 穂高町                 | 平成17年10月1日 安曇野市    | 安曇野市 |
| 古厩村                       | 明治7年10月25日 有明村                 | 有明村                                    | 有明村                     | 有明村                         | 昭和29年11月3日 穂高町                 | 昭和29年11月3日 穂高町                 | 平成17年10月1日 安曇野市    | 安曇野市 |
| 立足村                       | 明治7年10月25日 有明村                 | 有明村                                    | 有明村                     | 有明村                         | 昭和29年11月3日 穂高町                 | 昭和29年11月3日 穂高町                 | 平成17年10月1日 安曇野市    | 安曇野市 |
| 富田新田村                   | 明治7年10月25日 有明村                 | 有明村                                    | 有明村                     | 有明村                         | 昭和29年11月3日 穂高町                 | 昭和29年11月3日 穂高町                 | 平成17年10月1日 安曇野市    | 安曇野市 |
| 岩原村                       | 明治7年9月5日 烏川村                   | 烏川村                                    | 烏川村                     | 烏川村                         | 昭和30年4月1日 堀金村                  | 昭和30年4月1日 堀金村                  | 平成17年10月1日 安曇野市    | 安曇野市 |
| 上堀金村                     | 明治7年9月5日 烏川村                   | 烏川村                                    | 烏川村                     | 烏川村                         | 昭和30年4月1日 堀金村                  | 昭和30年4月1日 堀金村                  | 平成17年10月1日 安曇野市    | 安曇野市 |
| 下堀金村                     | 明治7年9月5日 烏川村                   | 烏川村                                    | 烏川村                     | 烏川村                         | 昭和30年4月1日 堀金村                  | 昭和30年4月1日 堀金村                  | 平成17年10月1日 安曇野市    | 安曇野市 |
| 中堀新田村                   | 明治7年9月5日 烏川村                   | 烏川村                                    | 烏川村                     | 烏川村                         | 昭和30年4月1日 堀金村                  | 昭和30年4月1日 堀金村                  | 平成17年10月1日 安曇野市    | 安曇野市 |
| 田多井村                     | 明治7年9月5日 科布村                   | 科布村                                    | 科布村                     | 明治26年5月17日 改称 三田村    | 昭和30年4月1日 堀金村                  | 昭和30年4月1日 堀金村                  | 平成17年10月1日 安曇野市    | 安曇野市 |
| 田尻村                       | 明治7年9月5日 科布村                   | 科布村                                    | 科布村                     | 明治26年5月17日 改称 三田村    | 昭和30年4月1日 堀金村                  | 昭和30年4月1日 堀金村                  | 平成17年10月1日 安曇野市    | 安曇野市 |
| 小田多井新田村               | 明治7年9月5日 科布村                   | 科布村                                    | 科布村                     | 明治26年5月17日 改称 三田村    | 昭和30年4月1日 堀金村                  | 昭和30年4月1日 堀金村                  | 平成17年10月1日 安曇野市    | 安曇野市 |
| 小倉村                       | 明治7年9月5日 科布村                   | 明治13年8月25日 分立 小倉村               | 科布村                     | 明治26年5月17日 分立 小倉村    | 昭和29年6月1日 三郷村                  | 昭和29年6月1日 三郷村                  | 平成17年10月1日 安曇野市    | 安曇野市 |
| 一日市場村                   | 明治7年9月5日 明盛村                   | 明盛村                                    | 明盛村                     | 明盛村                         | 昭和29年6月1日 三郷村                  | 昭和29年6月1日 三郷村                  | 平成17年10月1日 安曇野市    | 安曇野市 |
| 二木村                       | 明治7年9月5日 明盛村                   | 明盛村                                    | 明盛村                     | 明盛村                         | 昭和29年6月1日 三郷村                  | 昭和29年6月1日 三郷村                  | 平成17年10月1日 安曇野市    | 安曇野市 |
| 及木村                       | 明治7年9月5日 明盛村                   | 明盛村                                    | 明盛村                     | 明盛村                         | 昭和29年6月1日 三郷村                  | 昭和29年6月1日 三郷村                  | 平成17年10月1日 安曇野市    | 安曇野市 |
| 中萱村                       | 明治7年9月5日 明盛村                   | 明盛村                                    | 明盛村                     | 明盛村                         | 昭和29年6月1日 三郷村                  | 昭和29年6月1日 三郷村                  | 平成17年10月1日 安曇野市    | 安曇野市 |
| 七日市場村                   | 明治7年9月5日 明盛村                   | 明盛村                                    | 明盛村                     | 明盛村                         | 昭和29年6月1日 三郷村                  | 昭和29年6月1日 三郷村                  | 平成17年10月1日 安曇野市    | 安曇野市 |
| 住吉村                       | 明治7年9月5日 温村                     | 温村                                      | 温村                       | 温村                           | 昭和29年6月1日 三郷村                  | 昭和29年6月1日 三郷村                  | 平成17年10月1日 安曇野市    | 安曇野市 |
| 野沢村                       | 明治7年9月5日 温村                     | 温村                                      | 温村                       | 温村                           | 昭和29年6月1日 三郷村                  | 昭和29年6月1日 三郷村                  | 平成17年10月1日 安曇野市    | 安曇野市 |
| 楡村                         | 明治7年9月5日 温村                     | 温村                                      | 温村                       | 温村                           | 昭和29年6月1日 三郷村                  | 昭和29年6月1日 三郷村                  | 平成17年10月1日 安曇野市    | 安曇野市 |
| 長尾村                       | 明治7年9月5日 温村                     | 温村                                      | 温村                       | 温村                           | 昭和29年6月1日 三郷村                  | 昭和29年6月1日 三郷村                  | 平成17年10月1日 安曇野市    | 安曇野市 |
| 大野川村                     | 明治7年9月5日 安曇村                   | 安曇村                                    | 安曇村                     | 安曇村                         | 安曇村                                 | 安曇村                                 | 平成17年4月1日 松本市に編入 | 松本市   |
| 島々村                       | 明治7年9月5日 安曇村                   | 安曇村                                    | 安曇村                     | 安曇村                         | 安曇村                                 | 安曇村                                 | 平成17年4月1日 松本市に編入 | 松本市   |
| 稲核村                       | 明治7年9月5日 安曇村                   | 安曇村                                    | 安曇村                     | 安曇村                         | 安曇村                                 | 安曇村                                 | 平成17年4月1日 松本市に編入 | 松本市   |
| 大野田村                     | 明治7年9月5日 安曇村                   | 安曇村                                    | 安曇村                     | 安曇村                         | 安曇村                                 | 安曇村                                 | 平成17年4月1日 松本市に編入 | 松本市   |
| 上角影村                     | 明治7年9月5日 梓村                     | 梓村                                      | 梓村                       | 梓村                           | 昭和30年4月1日 梓川村                  | 昭和30年4月1日 梓川村                  | 平成17年4月1日 松本市に編入 | 松本市   |
| 下角影村                     | 明治7年9月5日 梓村                     | 梓村                                      | 梓村                       | 梓村                           | 昭和30年4月1日 梓川村                  | 昭和30年4月1日 梓川村                  | 平成17年4月1日 松本市に編入 | 松本市   |
| 小室村                       | 明治7年9月5日 梓村                     | 梓村                                      | 梓村                       | 梓村                           | 昭和30年4月1日 梓川村                  | 昭和30年4月1日 梓川村                  | 平成17年4月1日 松本市に編入 | 松本市   |
| 大久保村                     | 明治7年9月5日 梓村                     | 梓村                                      | 梓村                       | 梓村                           | 昭和30年4月1日 梓川村                  | 昭和30年4月1日 梓川村                  | 平成17年4月1日 松本市に編入 | 松本市   |
| 丸田村                       | 明治7年9月5日 梓村                     | 梓村                                      | 梓村                       | 梓村                           | 昭和30年4月1日 梓川村                  | 昭和30年4月1日 梓川村                  | 平成17年4月1日 松本市に編入 | 松本市   |
| 北条村                       | 明治7年9月5日 梓村                     | 梓村                                      | 梓村                       | 梓村                           | 昭和30年4月1日 梓川村                  | 昭和30年4月1日 梓川村                  | 平成17年4月1日 松本市に編入 | 松本市   |
| 杏村                         | 明治7年9月5日 梓村                     | 梓村                                      | 梓村                       | 梓村                           | 昭和30年4月1日 梓川村                  | 昭和30年4月1日 梓川村                  | 平成17年4月1日 松本市に編入 | 松本市   |
| 立田村                       | 明治7年9月5日 梓村                     | 梓村                                      | 梓村                       | 梓村                           | 昭和30年4月1日 梓川村                  | 昭和30年4月1日 梓川村                  | 平成17年4月1日 松本市に編入 | 松本市   |
| 焼山村                       | 明治7年9月5日 上野村                   | 上野村                                    | 梓村                       | 梓村                           | 昭和30年4月1日 梓川村                  | 昭和30年4月1日 梓川村                  | 平成17年4月1日 松本市に編入 | 松本市   |
| 花見村                       | 明治7年9月5日 上野村                   | 上野村                                    | 梓村                       | 梓村                           | 昭和30年4月1日 梓川村                  | 昭和30年4月1日 梓川村                  | 平成17年4月1日 松本市に編入 | 松本市   |
| 寺家村                       | 明治7年9月5日 上野村                   | 上野村                                    | 梓村                       | 梓村                           | 昭和30年4月1日 梓川村                  | 昭和30年4月1日 梓川村                  | 平成17年4月1日 松本市に編入 | 松本市   |
| 田屋村                       | 明治7年9月5日 上野村                   | 上野村                                    | 梓村                       | 梓村                           | 昭和30年4月1日 梓川村                  | 昭和30年4月1日 梓川村                  | 平成17年4月1日 松本市に編入 | 松本市   |
| 中村                         | 明治7年9月5日 上野村                   | 上野村                                    | 梓村                       | 梓村                           | 昭和30年4月1日 梓川村                  | 昭和30年4月1日 梓川村                  | 平成17年4月1日 松本市に編入 | 松本市   |
| 岩岡村                       | 明治7年9月5日 倭村                     | 倭村                                      | 倭村                       | 倭村                           | 昭和30年4月1日 梓川村                  | 昭和30年4月1日 梓川村                  | 平成17年4月1日 松本市に編入 | 松本市   |
| 氷室村                       | 明治7年9月5日 倭村                     | 倭村                                      | 倭村                       | 倭村                           | 昭和30年4月1日 梓川村                  | 昭和30年4月1日 梓川村                  | 平成17年4月1日 松本市に編入 | 松本市   |
| 横沢村                       | 明治7年9月5日 倭村                     | 倭村                                      | 倭村                       | 倭村                           | 昭和30年4月1日 梓川村                  | 昭和30年4月1日 梓川村                  | 平成17年4月1日 松本市に編入 | 松本市   |
| 南大妻村                     | 明治7年9月5日 倭村                     | 倭村                                      | 倭村                       | 倭村                           | 昭和30年4月1日 梓川村                  | 昭和30年4月1日 梓川村                  | 平成17年4月1日 松本市に編入 | 松本市   |
| 北大妻村                     | 明治7年9月5日 倭村                     | 倭村                                      | 倭村                       | 倭村                           | 昭和30年4月1日 梓川村                  | 昭和30年4月1日 梓川村                  | 平成17年4月1日 松本市に編入 | 松本市   |
| 西筑摩郡奈川村               | 西筑摩郡奈川村                         | 西筑摩郡奈川村                            | 西筑摩郡 奈川村            | 西筑摩郡奈川村                 | 昭和23年6月1日 所属変更 南安曇郡奈川村 | 昭和23年6月1日 所属変更 南安曇郡奈川村 | 平成17年4月1日 松本市に編入 | 松本市   |

## 行政
歴代郡長
| 代 | 氏名         | 就任年月日               | 退任年月日                | 備考                   |
| -- | ------------ | ------------------------ | ------------------------- | ---------------------- |
| 1  | 関口侯彦     | 明治12年（1879年）1月4日 |                           |                        |
| 2  | 山口正雄     | 明治14年（1881年）1月    |                           |                        |
| 3  | 稲垣重為     | 明治15年（1882年）6月    |                           |                        |
| 4  | 足立誠       | 明治15年（1882年）8月    |                           |                        |
| 5  | 丸山英一郎   | 明治16年（1883年）11月   |                           |                        |
| 6  | 小坂善之助   | 明治19年（1886年）8月    |                           |                        |
| 7  | 肥田野畏三郎 | 明治21年（1888年）12月   |                           | 郡長試験による登用     |
| 8  | 吉田有恪     | 明治25年（1892年）1月    |                           |                        |
| 9  | 金井清志     | 明治28年（1895年）7月    |                           |                        |
| 10 | 藤田弥十郎   | 明治30年（1897年）9月    |                           |                        |
| 11 | 芥川忠蔵     | 明治32年（1899年）2月    |                           |                        |
| 12 | 広長本光     | 明治35年（1902年）6月    |                           |                        |
| 13 | 黒川光徳     | 明治37年（1904年）4月    |                           |                        |
| 14 | 福田富蔵     | 明治42年（1909年）11月   |                           |                        |
| 15 | 長井喜太夫   | 大正2年（1913年）12月    |                           |                        |
| 16 | 野々村亨     | 大正3年（1914年）9月     |                           |                        |
| 17 | 園田竹熊     | 大正6年（1917年）2月     |                           |                        |
| 18 | 上原雄一郎   | 大正7年（1918年）7月     |                           |                        |
| 19 | 臼田松太郎   | 大正8年（1919年）11月    |                           |                        |
| 20 | 手塚十五七   | 大正10年（1921年）3月    |                           |                        |
| 21 | 須藤信教     | 大正13年（1924年）1月    |                           |                        |
| 22 | 長山鎌吉     | 大正13年（1924年）12月   | 大正15年（1926年）6月30日 | 郡役所廃止により、廃官 |